# 八戸平野
八戸平野（はちのへへいや）とは、青森県八戸市を含む馬淵川・新井田川流域一帯の低地と台地である。
八戸平野は馬淵川低地、五戸台地、八戸台地で構成されている。八戸平野の低地部分は、馬淵川水系、新井田川水系の沖積地が八戸台地、五戸台地を侵食して形成している。この二つの河川は太平洋に注ぎ、河口付近ではデルタ地帯がある。台地部は主に厚い火山灰質ロームに覆われている。
八戸平野は標高120mから170mの上位面、標高70mから20mの中位面。標高20m以下で下位面にで構成されている。